# Johannes Heinrich Oswald
Johannes Heinrich Oswald (ur. 3 czerwca 1817 w Dorsten, zm. 7 sierpnia 1903 w Braniewie) – profesor dogmatyki na Uniwersytecie w Paderborn i w Liceum Hosianum w Braniewie, jeden z najwybitniejszych mariologów XIX wieku.

## Życiorys

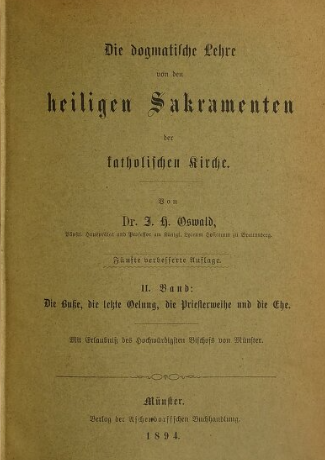
Johann Heinrich Oswald Die dogmatische Lehre

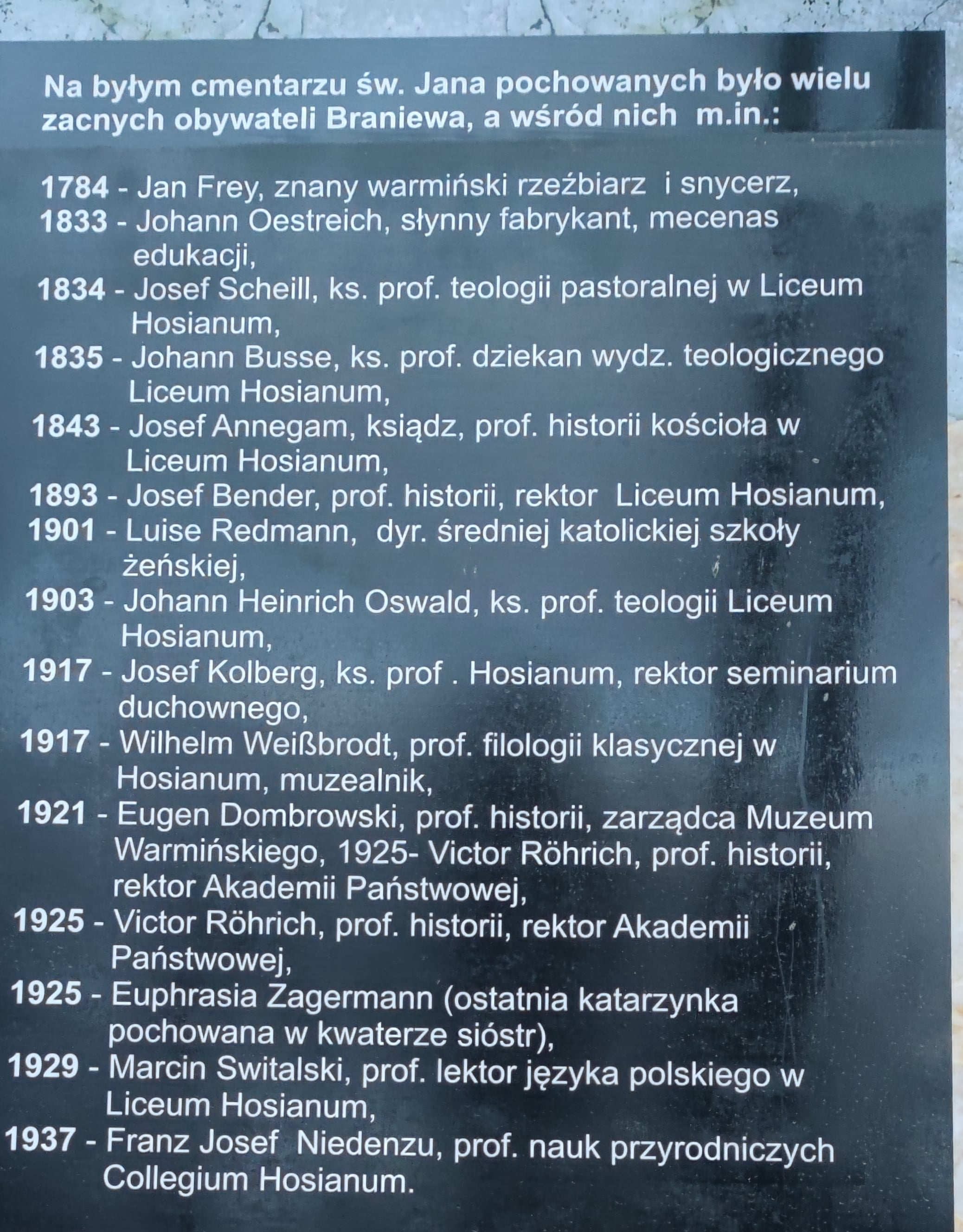
Tablica upamiętniająca m.in. prof. Oswalda na cmentarzu św. Jana

Johann Heinrich Oswald urodził się 3 czerwca 1817 jako syn rzemieślnika tokarza, a później kupca Adama Oswalda w Dorsten w Westfalii. Przez cztery lata, od jesieni 1830 do 1834, uczęszczał do miejscowego progimnazjum, które prowadzili wówczas ojcowie franciszkanie. Następnie przez 2 lata uczył się w gimnazjum Paulinum, też w Münster, gdzie w 1836 uzyskał maturę. Po czym rozpoczął studia filozoficzno-teologiczne na uczelni również w Münster. Uczestniczył jako planowy oraz nieplanowy słuchacz w wykładach filologicznych, przez co zyskał rozległą wiedzę z zakresu różnych języków, którą później wykorzystywał w karierze naukowej. Na jesieni 1839 wstąpił do miejscowego seminarium duchownego, otrzymując 13 czerwca 1840 w Münster święcenia kapłańskie. Pierwszą mszę świętą prymicyjną odprawił 15 czerwca. Jeszcze przez półtora roku uzupełniał i zgłębiał wiedzę w miejscowym seminarium, po czym przeniósł się na Uniwersytet w Bonn, na którym przez kolejne 2 lata studiował języki orientalne. Latem 1843 uzyskał na wydziale teologicznym Uniwersytetu w Münster stopień licencjata kościelnego. Przez krótki okres pracował jako nauczyciel religii w progimnazjum w Dorsten.
W 1845, w wieku 28 lat, został wykładowcą nieetatowym (docentem) na Uniwersytecie w Paderborn, w roku następnym się habilitował. Wykładał również egzegezę Pisma Świętego i język hebrajski. Z polecenia profesora Bernarda Kellermanna został powołany w katedrze filozofii i teologii Uniwersytetu w Paderborn na stanowisko profesora dogmatyki (patent z dnia 11 maja 1846). Na tej uczelni wykładał przez bez mała następne 30 lat swojego życia – do semestru letniego 1875 roku. Oprócz dogmatyki wykładał również egzegezę Pisma Świętego i językoznawstwo. W latach 1849–1854 sprawował funkcję prefekta katedry. Na synodzie diecezjalnym w 1867 roku został mianowany egzaminatorem synodalnym. W 1855 uzyskał stopień doktora wydziału teologicznego Uniwersytetu w Münster. W 1871 ufundował stypendium „Oswaldstiftung“, w postaci przyznawanej corocznie nagrody dla jednego z profesorów uczeni w Paderborn. 
Rok 1875 przyniósł znaczące zmiany w jego pracy naukowej. Na skutek prowadzonej polityki kulturkampfu został zamknięty wydział filozofii i teologii w Paderborn, a profesor Oswald otrzymał mianowanie w Liceum Hosianum w odległym Braniewie w Prusach Wschodnich. Tam objął również katedrę dogmatyki, po odejściu z uczelni prof. Andreasa Menzela, na skutek zawirowań związanych z ogłoszeniem dogmatu o nieomylności papieża na I soborze watykańskim (tzw. Braunsberger Schulstreit). W Liceum Hosianum wykładał do późnych lat swojego życia.
W pracach Oswalda zaznaczył się znaczny postęp mariologiczny w porównaniu z dotychczasowymi podręcznikami dogmatyki. Znacznie poszerzył badania nad problematykę mariologiczną. Jako pierwszy wydał w jednym tomie Mariologię dogmatyczną (1850), jako systematyczne ujęcie wszystkich prawd dotyczących Najświętszej Dziewicy.
W 1886 został odznaczony Orderem Orła Czerwonego IV Klasy. 15 czerwca 1890 roku, z okazji jubileuszu 50-lecia kapłaństwa, otrzymał Order Orła Czerwonego III Klasy ze wstęgą i z cyfrą „50“, jednocześnie papież Leon XIII nadał mu godność prałata. 15 czerwca 1893, z okazji 50-lecia pracy naukowej, otrzymał Order Orła Czerwonego II Klasy z Liśćmi Dębu. Z powodu podeszłego wieku i kłopotów ze słabnącym zdrowiem od 26 maja 1903 roku przebywał na urlopie. 15 czerwca 1903 obchodził swój ostatni jubileusz, 60-lecia pracy naukowej.
Zmarł 7 sierpnia 1903 po krótkiej chorobie. Pochowany został na średniowiecznym cmentarzu św. Jana w Braniewie.
Swoją bardzo bogatą bibliotekę przekazał do zbiorów braniewskiej uczelni.

## Publikacje
- Doctrina veterum Hebraeorum de rebus post mortem futuris (Lic.), 1843
- Dogmatische Mariologie, das ist, Systematische Darstellung Sämmtlicher Die Allerseligste Jungfrau Betreffenden Lehrstücke, Paderborn 1850
- Die dogmatische Lehre von den heiligen Sakramenten der katholischen Kirche, Münster 1870
- Religiöse Urgeschichte der Menschheit: das ist der Urstand des Menschen, der Sündenfall im Paradiese und die Erbsünde, nach der Lehre der katholischen Kirche dargestellt, 1881
- Angelologie: das ist die Lehre von den guten und bösen Engeln im Sinne der katholischen Kirche 1883 (wznowienie 2015)
- Die Schöpfungslehre im allgemeinen und in besonderer Beziehung auf den Menschen: im Sinne der kath. Kirche dargest., 1885
- Die dogmatische Theologie das ist die Lehre von Gott in seinem Sein und Leben, im Sinne der katholischen Kirche, 1887
- Eschatologie, das ist die letzten Dinge, 1893

## Publikacje o Johannie Heinrichu Oswaldzie
- Peter H. Görg, J.H.O. (1817–1903). Leben und Werk eines deutschen Dogmatikers des 19. Jahrhunderts, in: Donum veritatis. Festschrift zum 70. Geburtstag von Anton Ziegenaus. Manfred Hauke, Michael Stickelbroeck (Hg.). Regensburg 2006, s. 275–290, 2006
- Peter H. Görg, Sagt an wer ist doch diese – Inhalt, Rang und Entwicklung der Mariologie in dogmatischen Lehrbüchern und Publikationen deutschsprachiger Dogmatiker des 19. und 20. Jahrhunderts, Bonn 2007, s. 91–109, 2007
- Benjamin Dahlke: Von Münster über Paderborn nach Braunsberg. Der Exeget und Dogmatiker Johannes Heinrich Oswald (1817–1903). W: Kneer, Markus (Hg.): Anknüpfung und Widerspruch. Theologie, Philosophie und Naturwissenschaften in der Debatte. Festgabe für Dieter Hattrup zum 70. Geburtstag, Münster 2018, s. 48–61, 2018
- Benjamin Dahlke: Johannes Heinrich Oswald (1817–1903) als Dogmatiker seiner Zeit. In: ThGl 109 (2019), s. 135–150, 2019